# La Hestre
La Hestre est une section de la commune belge de Manage, située en Région wallonne dans la province de Hainaut.

## Étymologie
Le nom de "La Hestre" provient du néerlandais "Heester" qui signifie arbrisseau et se rapporte aux arbres, les hêtres. Ceux-ci étaient nombreux dans la région. Il en subsiste de magnifiques spécimen au parc de Mariemont et surtout dans la drève de Mariemont qui est un double alignement d'arbres qui constituent un véritable tunnel végétal sur une longueur de près de un kilomètre.

## Évolution démographique
- Sources : INS, Rem. : 1831 jusqu'en 1970 = recensements, 1976 = nombre d'habitants au 31 décembre.
- 1970: Annexion de Bellecourt

## Liste des bourgmestres de 1830 à 1977
- Henri Léonard, de 1808 à 1926, (Parti ouvrier belge).
- Jules Casterman, de 1922 à 1952, (Parti ouvrier belge, Parti socialiste belge).

## Patrimoine et culture

### Patrimoine architectural
- Eglise Saint-Pierre. Edifiée en 1880 en style néo-gothique par l'architecte Bonnet[1].
- Ancien château d'eau situé dans le parc de Mariemont installé en 1867 à l'usage des jardins du domaine[2].

### Culture

#### Musée et domaine de Mariemont
Musée de Mariemont. Devenue bastion de la dynastie de la famille Warocqué à partie de 1831 lorsque Nicolas Warocqué y fait construire un château de style néo-classique. Celui-ci sera modifié à plusieurs reprises afin de d'y installer les collections rassemblées par les Warocqué. En 1917, à la mort de Raoul Warocqué l'ensemble du domaine est céder à l'Etat belge et le château transformé en musée. En 1960, à la suite d'un incendie, le musée est reconstruite par l'architecte namurois Roger Bastin en 1967 à 1971. Le domaine de Mariemont comprend un parc aménagé dans la tradition des jardins à l'anglaise du XIXe siècle.

Le domaine de Mariemont.
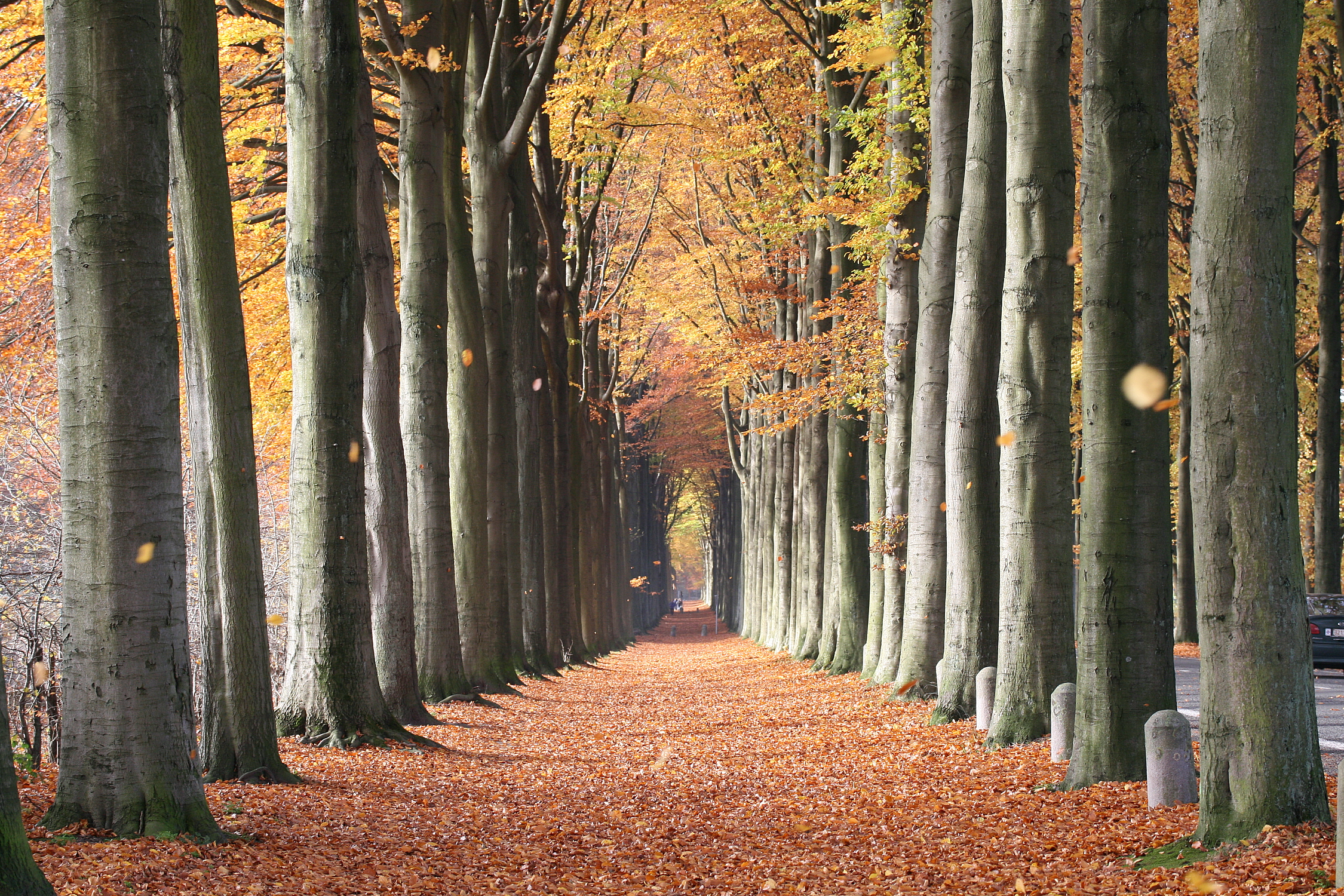
La drève de Mariemont en automne.
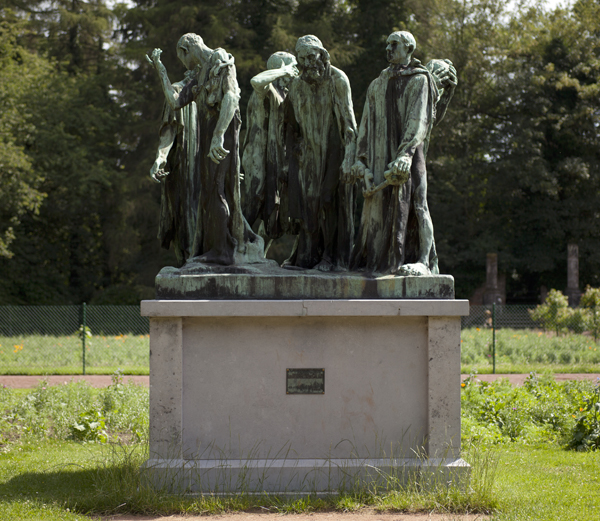
Les Bourgeois de Calais, domaine de Mariemont.
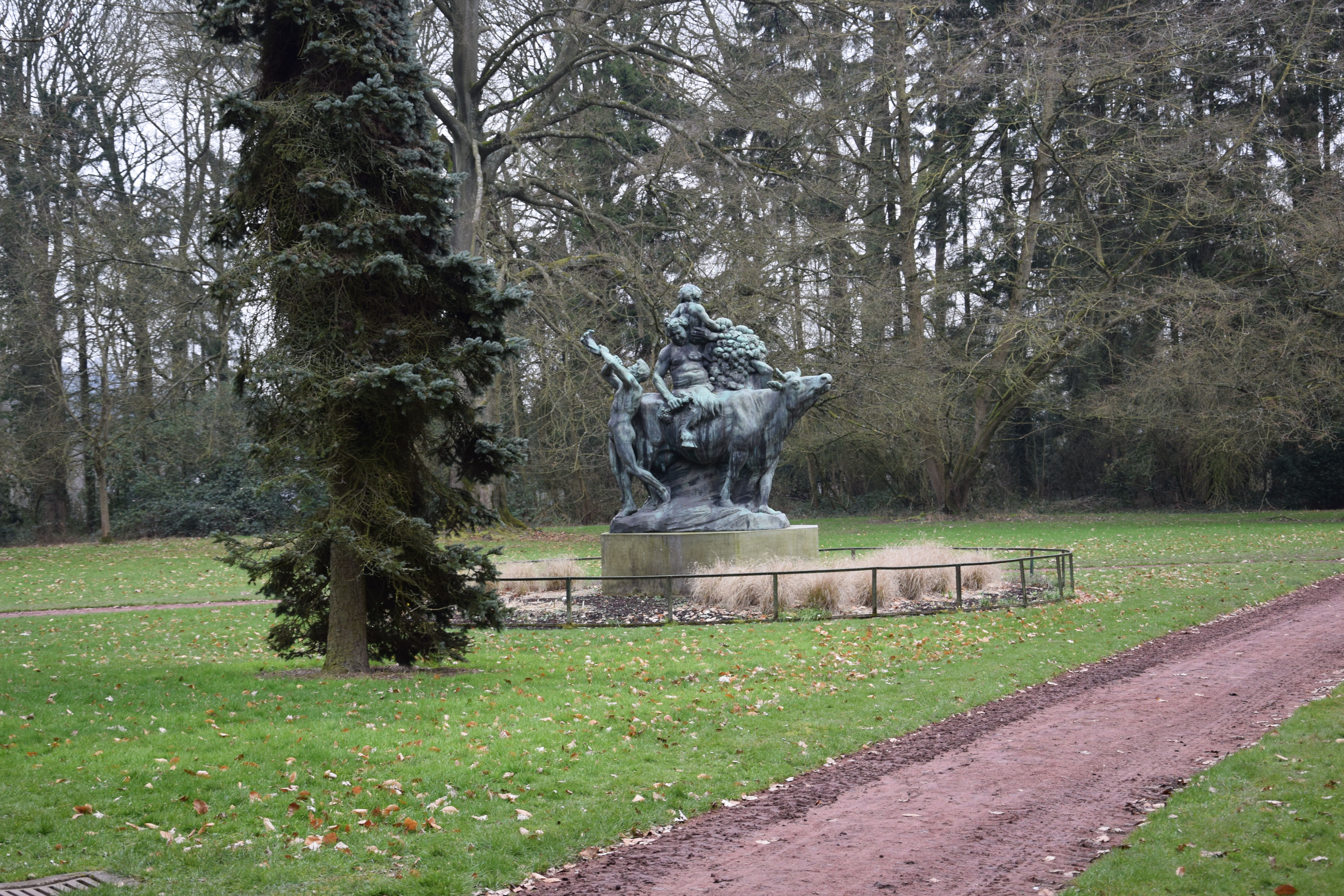
Sculpture de l'Abondance dans le parc.
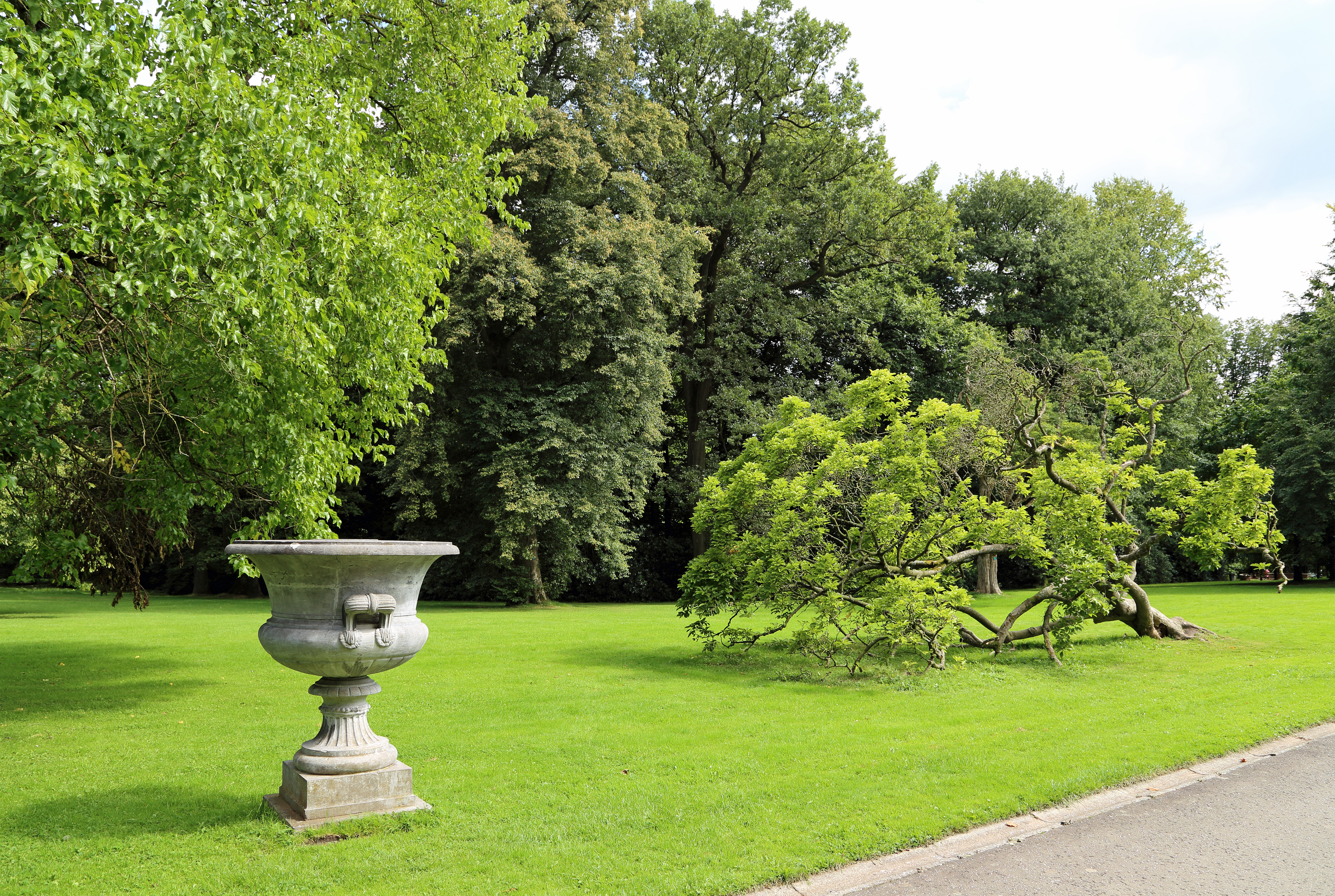
Un coin du parc.
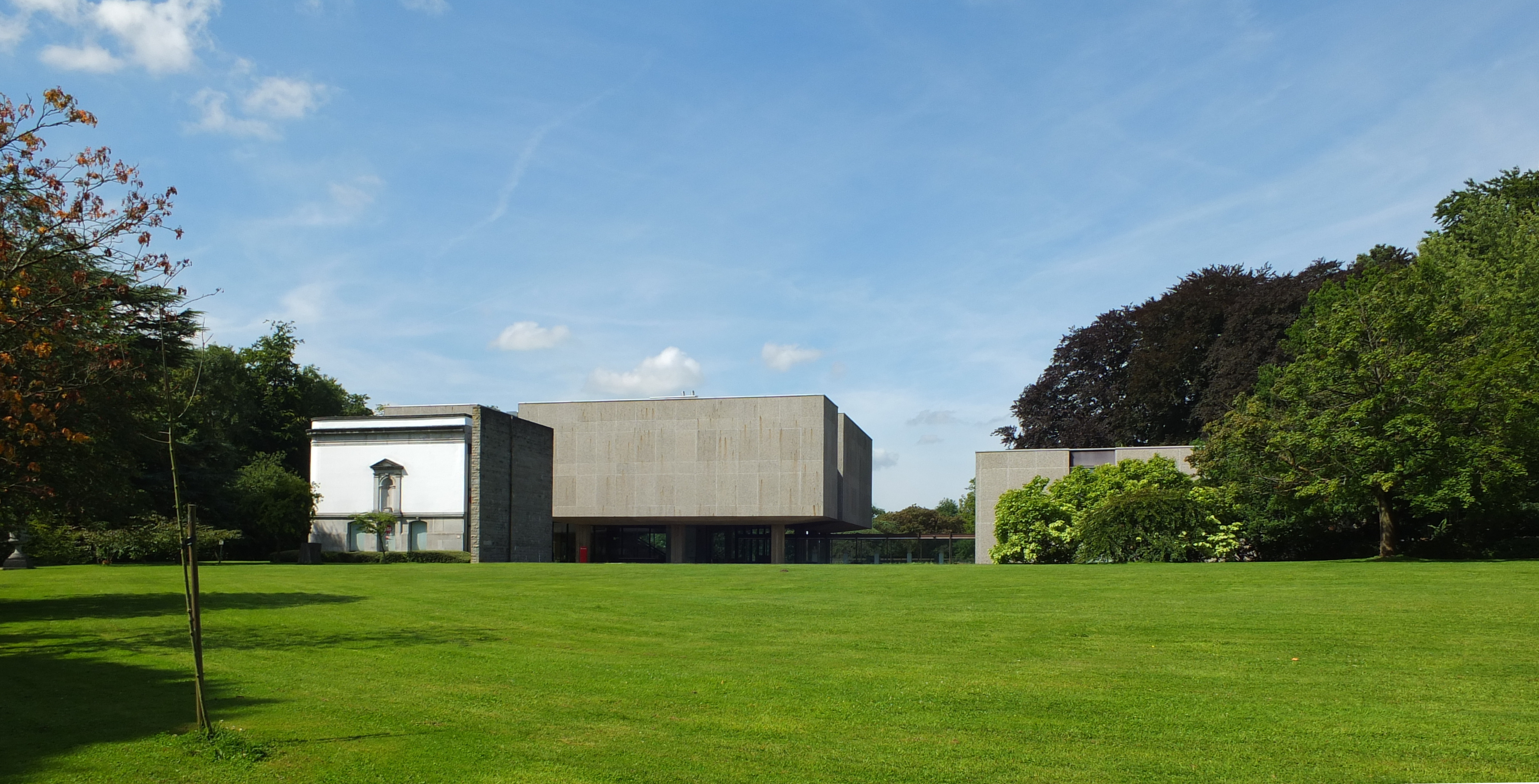
Le musée.

#### Folklore
La Hestre conserve encore un carnaval assez actif dont les festivités durent 3 jours reprenant en 2016 deux sociétés de Gilles ("les Commerçants" et les "Récalcitrants") sur le modèle des Gilles de Binche (sans le masque néanmoins), une société des "dames des Récalcitrants" , une société de Pierrots et une société de fantaisie "les Vîs contîns" en 2018 c est rajoutée " les Amethystes" , et cette année 2025, la société des " paysans" c est reformee. Tout cela aura débuté 2 mois plus tôt par des soumonces où, selon la société, le costume est revêtu ou une tenue de fantaisie est de rigueur.
Ces festivités sont accompagnées par une ducasse (une kermesse) et une partie de la population se déguise librement en marge des cortèges. Un feu d'artifice termine le cortège du lundi soir. Le mardi clôt ce carnaval avec les différents brûlages des bosses.

## Enseignement
Le village est resté vivant et comprend une école communale et une école libre dont la population totale dépasse actuellement les mille élèves. Le réseau libre est désormais englobé totalement dans le Centre scolaire Saint-Exupéry qui reprend Manage et La Louvière.

## Économie

### Transports
Transports en commun: la localité est notamment desservie par le bus 30 Anderlues - Morlanwelz - La Louvière - Strépy-Bracquenies - Thieu.

## Personnalités liées
- Gil Hautois (né en 1969), peintre et sculpteur.